# Semaine du cinéma britannique d'Abbeville
 (mars 2024).
Si vous disposez d'ouvrages ou d'articles de référence ou si vous connaissez des sites web de qualité traitant du thème abordé ici, merci de compléter l'article en donnant les références utiles à sa vérifiabilité et en les liant à la section « Notes et références ».
La Semaine du cinéma britannique d'Abbeville est un festival de cinéma consacré aux films britanniques créé en 1995 par Raymond Défossé.

## Édition 2005
Le programme débute par un hommage aux pionniers du cinéma britannique de l’école de Brighton avec des films muets de George Albert Smith et James Williamson, notamment dès le 6 janvier.
Parmi la dizaine de longs métrages de la sélection officielle, citons I'll sleep when I'm Dead de Mike Hodges (La Loi du milieu) ou encore le documentaire d'Alex Cooker Arnold à la conquête de l'Ouest sur la campagne électorale au mandat de gouverneur de Californie d'Arnold Schwarzenegger.
Le festival propose également un hommage à l'œuvre de l'écrivain britannique Graham Greene : Le troisième homme, Le gang des tueurs, La fin d’une liaison, Un Américain bien tranquille.
De plus, deux films provenant des archives de l'Imperial War Museum : La bataille de la Somme et La bataille de l'Ancre du service cinématographique de l’armée britannique en 1916 - 1917.
Globalement, c'est une cinquantaine de films qui sont présentés aux festivaliers.
Les courts métrages ne sont pas oubliés. On projette ainsi des films d’animation de Trévor Hardy, une sélection de la production de Junk TV, collectif de cinéastes de Brighton.
Outre le Grand-Prix, « Prix Raymond Lefèvre », un prix des jeunes, le « Prix du public », est également décerné.

## Palmarès

### Prix Raymond Lefèvre
- 2005 : Richard Eyre, pour son film Stage Beauty
- 2004 : Pulse : a stomp odyssey de Steve Mc Nicholas et Luke Cresswells.
- 2003 : x
- 2002 : x
- 2001 : x
- 2000 : x
- 1999 : x
- 1998 : x
- 1997 : x
- 1996 : x
- 1995 : x

### Le Prix «Jeune Public»
- 2005 Coup de foudre à Bollywood de Gurinder Chadha
- 2004 William Broockfield, coscénariste, et Nick Willing (réalisateur), pour  Hypnotic (Doctor Sleep)